# Константин Щербан
Константин Шербан (молд. и рум. Константин Шербан) (ум. 1682) — господарь Валахии (1654—1658), незаконнорождённый сын валашского господаря Раду X Шербана. Супруга — Бэлаша.
Стал правителем Валахии 9 апреля 1654 года после смерти Матея Басараба.
11 июня 1654 года Порта утвердила избрание Константина Шербана на валашский престол. Вначале пользовался расположением наёмного войска. Но в феврале 1655 года он по требованию боярства попытался сократить число наёмников, они подняли мятеж. На сторону солдат перешли крестьяне и горожане, которые выступили против боярства. Мятежники избрали своим предводителем господарского казначея Хризю.
Валашский господарь Константин Шербан обратился за помощью к князю Трансильвании Дъёрдю II Ракоци и господарю Молдовы Георгию Штефану. Союзники с большим войском вступили в Валахию. 26 июня 1655 года в битве под селом Шопня, на реке Теляжене, 20-тысячное повстанческое войско было разгромлено трансильванско-молдавской армией. Хризя был схвачен и заключен в темницу. Однако восстание продолжалось вплоть до 1657 года, когда Хризя бежал из темницы в Трансильванию, где был схвачен и убит.
11 июля 1655 года валашский господарь Константин Шербан заключил союзный договор с трансильванским князем Дъёрдем II Ракоци, признавая сюзеренитет Трансильвании. В январе 1658 года Порта отстранила господаря Константина Шербана от валашского престола, который занял Михня III (1658—1659), объявивший себя сыном валашского господаря Раду Михни.
Константин Шербан бежал из Валахии в Трансильванию, где нашёл убежище при дворе своего союзника, князя Дъёрдя Ракоци. В ноябре 1659 года попытался захватить господарский престол Молдовы, который занимал с 2 по 21 ноября, но затем потерпел поражение от татар и был изгнан. В апреле — мае 1660 года безуспешно пытался занять валашский господарский престол. В конце января 1661 года Константин Шербан вторично пытался взойти на молдавский престол, который занимал с января по февраль, но затем был разбит татарами и бежал в Польшу. Константин Шербан скончался в 1682 году в изгнании в Польше.